# Daniele Stefani
Daniele Stefani (Milán, 1 de diciembre de 1980) es un cantante italiano.

## Biografía

### Inicios yAmanti eroi, el primer álbum
En 2002 graba su primer disco con la discográfica Sony Music, del que se extraen los primeros sencillos Un giorno d'amore y Uno straccio di emozione. El álbum fue lanzado el 21 de junio de 2002 y logró un gran éxito no solo en Italia, sino también en Francia, lo que permitió a Daniele actuar en el Olympia de París. Los resultados obtenidos durante ese verano lo llevaron al escenario del Festivalbar con el tema de lanzamiento Un giorno d'amore, que también fue propuesto durante la final en la Arena de Verona. La misma canción estará presente en la película Gomorra. Fue entonces el turno de Uno straccio di emozione, que tuvo buena acogida en radio y televisión, y luego llegó a Chiaraluna, escrita por él mismo con Giuliano Boursier, canción con la que Daniele se presenta en el Festival de San Remo 2003 en la sección Juventud, donde ocupa el sexto lugar. En el verano siguiente, se lanzó Una lacrima, el último single del álbum.

### Adesso o mai, el segundo álbum
Desde diciembre de 2003 se ha dedicado a la preparación del segundo álbum, y con la programación radial, que comenzó el 21 de enero de 2005 del primer sencillo del álbum Non piangere, que lanza así el segundo trabajo de Daniele, en junio del mismo año los sencillos Dimenticami y Adesso o mai, con los que también tiene éxito en Latinoamérica.

### Punto di partenza, el tercer álbum
Punto di partenza, nacido en 2008 como es habitual, el álbum va precedido de un sencillo llamado Oltre in ogni senso la canción sale un espectáculo para el teatro, también está traducida al lenguaje de señas, que son seguidos de otros tres sencillos: Niente di speciale (cantado a dúo con la actriz Sarah Maestri y realizado a favor de la Asociación Nacional de Sordos de Italia), Il tempo gira y el dúo con Mitch e Squalo Batticuore. En 2009, junto a Leda Battisti, Silvia Mezzanotte, Antonino y otros cantantes, participó en el sencillo solidario Sarai en memoria del pequeño Tommaso Onofri.
En 2008 se lanzó el sencillo Oltre ogni Senso. La canción va acompañada de un videoclip en el que las palabras, además de cantadas, se cuentan a través del lenguaje LIS (El sistema de comunicación para sordos y mudos). Personas sordas y oyentes unidas en una sola emoción. Daniele encuentra una dimensión íntima en este mensaje de amor y trabaja en él, se concentra; habla de ello y sensibiliza a la gente con el medio que más le agrada, la música. Por lo tanto, se organizan conciertos en Italia y en el extranjero. Y en marzo de 2010 el concierto organizado en el Teatro dal Verme de Milán, anticipado por el de Catania, con la presencia de 1000 personas oyentes y no oyentes. El evento está patrocinado por tres departamentos diferentes de la Municipalidad de Milán y el Senado de la República.

### Década de 2010
En 2013 lanzó People and Places, a dúo con Ben-V Pierrot líder de Curiosity Killed the Cat. En el mismo año Daniele se fue a Chile y comenzó su carrera en Latinoamérica.
Es el protagonista de la versión en español del musical CATS, Recita en Teleseries y en mayo de 2014 lanzó su primer álbum en español, Siento la Distancia, lanzado por el sencillo del mismo nombre; el álbum contiene sólo una canción en italiano, un dueto con Alberto Plaza, uno de los compositores más respetados de toda América del Sur, quien por primera vez decide cantar en italiano con una canción escrita por el mismo Daniele.
Daniele es el autor del espectáculo Viva l'Italia, un recorrido por las piezas más significativas de la música italiana junto con sus canciones de gran éxito. En 2017 también se llevó a Polonia y Canadá. En 2017 cura la música y es coprotagonista del programa:
Su otro espectáculo es Con la testa e con il Cuore si va ovunque, que cuenta la historia del atleta paralímpico Giusy Versace de gira por los teatros italianos.
En mayo de 2018 se lanzó el sencillo Italiani, en el sello Music Ahead, con la participación en el videoclip de Lorella Cuccarini.
En septiembre de 2018 sale otro sencillo, Generazione Trentenni.
Desde septiembre de 2018 es invitado habitual de la revista Mondadori Off, una serie de entrevistas con personalidades del mundo de la cultura, el entretenimiento y el deporte concebidas y realizadas por Edoardo Sylos Labini en la Mondadori Megastore de Milán (Piazza Duomo).
El 7 de junio de 2019 lanza el nuevo álbum La Fiducia, producido por Giuliano Boursier, su histórico productor, con el sello Music Ahead.
El álbum está precedido por el sencillo del mismo nombre, que cuenta con la participación de Paolo Ruffini y la participación extraordinaria en el videoclip de Giusy Versace.

## Discografía

### Álbumes de estudio
- 2002 - Amanti eroi
- 2005 - Adesso o mai
- 2008 - Punto di partenza
- 2014 - Siento la distancia (Para España, Latinoamérica y México).
- 2019 - La fiducia
- 2022 - Corde

### Sencillos
- 2002 - Un giorno d'amore
- 2002 - Uno straccio di emozione
- 2003 - Chiaraluna (Canción de San Remo)
- 2003 - Una lacrima
- 2005 - Non piangere
- 2005 - Dimenticami
- 2005 - Adesso o mai
- 2008 - Oltre ogni senso
- 2008 - Niente di speciale
- 2008 - Il tempo gira
- 2013 - People and Places (Con Ben VP from Curiosity Killed the Cat)
- 2014 - Siento la distancia
- 2018 - Italiani
- 2018 - Generazione Trentenni
- 2019 - La fiducia

### Videos
- 2002 - Un giorno d'amore
- 2002 - Uno straccio di emozione
- 2005 - Non piangere
- 2008 - Oltre ogni senso
- 2008 - Il tempo gira
- 2009 - Batticuore
- 2009 - Sarai
- 2013 - People and Places (Con Ben VP from Curiosity Killed the Cat)
- 2014 - Siento la distancia
- 2018 - Italiani
- 2018 - Generazione trentenni
- 2019 - La fiducia

### Colaboraciones
- 2009 - Batticuore (Con Mitch e Squalo)
- 2009 - Sarai

### Compilaciones
- 2003 - Sanremo 2003

## Giras
- 2013 - Radio Tour